# Kumylženskij rajon
Il Kumylženskij rajon (in russo Кумылженский район?) è un rajon dell'oblast' di Volgograd, in Russia, il cui capoluogo è Kumylženskaja. Istituito nel 1937, ricopre una superficie di 2.977 chilometri quadrati e nel 2021 ospitava una popolazione di circa 18.200 abitanti.